# 경수중학교 (경기)
경수중학교(京秀中學校)는 대한민국 경기도 안산시 상록구 성포동에 있는 공립 중학교이다.

## 학교 연혁
- 1999년 1월 15일 : 경수중학교 36학급 설립 인가
- 1999년 3월 1일 : 초대 엄방래 교장 취임
- 1999년 3월 3일 : 입학식(12학급 555명)
- 1999년 12월 4일 : 15개 교실 증축 완공
- 2002년 2월 15일 : 제1회 졸업식(12학급 519명)
- 2023년 9월 1일 : 제10대 고광영 교장 취임
- 2024년 1월 9일 : 제23회 졸업식(6학급 163명, 총 9,572명)
- 2024년 3월 4일 : 입학식(6학급 165명)

## 참고 자료
- 경수중학교 - 한국교육학술정보원 학교알리미